# Jacob Lacey
Jacob Lacey (* 28. května 1987, Columbus, stát Ohio, USA) je bývalý hráč amerického fotbalu, který nastupoval na pozici Cornerbacka v National Football League. Po Draftu NFL 2009 podepsal smlouvu s támem Indianapolis Colts jako volný nedraftovaný hráč, předtím hrál univerzitní fotbal za Oklahoma State University.

## Vysoká škola
Lacey se sice narodil v Columbusu ve státě Ohio, ale vyrůstal v texaském Garlandu a navštěvoval místní Naaman Forest High School. Kromě amerického fotbalu se věnoval také basketbalu, ale v druhém ročníku se rozhoduje pouze fotbal. Pro pozici Cornerbacka váží pouhých 70 kilogramů a dostává přezdívku „The Field Mouse“, a také občas vypomáhá jako Quarterback. Ve třetím ročníku již jako hvězda týmu naběhá 1200 yardů pro 14 touchdownů a přihrává pro zisk 650 yardů. Po promoci má nabídky z vysokých škol z Oklahomy, Kansasu, Colorada, Iowy a Wisconsinu, a přestože nejprve oznamuje přestup do Kansasu, později rozhodnutí mění a vybírá si Oklahoma State University.

## Univerzitní fotbal
Za Oklahomu začal Lacey nastupovat na pozici Cornerbacka a hned v první sezóně nastoupil do deseti utkání, ve kterých zaznamenal 14 tacklů. V ročníku 2007 odehrál všech 13 zápasů a připsal v nich 48 tacklů, v posledním ročníku zazářil zejména proti Texas Tech University, kdy si připsal 3 interceptiony.

## Profesionální kariéra

### Draft NFL
I přes dobré statistiky nebyl Lacey vybrán v prvních sedmi kolech Draftu NFL 2009 a jako volného nechráněného hráče ho podepsali Indianapolis Colts. Hráč podepisuje tříletý lukrativní kontrakt s Colts na 1,175,000 dolarů.

### Indianapolis Colts
V nováčkovské sezóně 2009 se Lacey stal pevnou součástí základního kádru Colts a nastoupil do šestnácti utkání z toho do devíti jako startující hráč. Kromě toho si připsal 85 tacklů (16 asistovaných), skvělých 13 ubráněných bodů a 3 interceptiony. První interception v 7. týdnu proti St. Louis Rams vrátil pro 35 yardů dlouhý touchdown a přispěl tak k vítězství 42-6.
O rok později ve dvanácti utkáních zaznamenává 64 tacklů (13 asistovaných), dvě ubráněné přihrávky a jeden interception i přes to, že si v polovině sezóny poraňuje koleno a tři utkání vynechává. Vrací se v 9. týdnu proti Philadelphii Eagles a od této chvíle je startujícím hráčem na své pozici.
Na špatné obraně Colts v sezóně 2011 se podepisuje i Lacey, který je po porážce v 6. týdnu od Cincinnati Bengals posazen na lavičku defenzivním koordinátorem Larry Coyerem. Nicméně po Coyerově vyhození se vrací do sestavy a podává zlepšené výkony také proto, že mu po sezóně vyprší nový kontrakt. Celkem si v nepovedené sezóně připisuje 72 tacklů (24 asistovaných), 6 ubráněných bodů a 1 interception.

### Detroit Lions
20. března 2012 podepisuje Lacey smlouvu s Detroit Lions.

### Minnesota Vikings
29. dubna 2013 podepisuje Lacey smlouvu s Minnesotou Vikings. 19. srpna je pouhý týden po artroskopické operaci kolene z týmu propuštěn.

### Toronto Argonauts
6. dubna 2015 Lacey přestupuje do týmu Toronto Argonauts z CFL, ale již 20. června je propuštěn.